# Свеучилиште у Дубровнику
Свеучилиште у Дубровнику (хрв. Sveučilište u Dubrovniku, лат. Universitas Studiorum Ragusina) је државни универзитет у Дубровнику.